# Юлия фон Бранденбург
София Юлия фон Бранденбург (на немски: Sophie Julie Gräfin von Brandenburg; * 4 януари 1793, Ньошател, Швейцария; † 29 януари 1848, Виена) е графиня на Бранденбург и чрез женитба княгиня на Анхалт-Плес и херцогиня на Анхалт-Кьотен.

## Живот
Тя е незаконна дъщеря на пруския крал Фридрих Вилхелм II (1744 – 1797) и съпругата му (морганатичен брак) София фон Дьонхоф ( 1768 – 1834/1838), дъщеря на пруския генерал-майор граф Фридрих Вилхелм фон Дьонхоф (1723 – 1774) и фрайин Анна София Шарлота фон Лангерман (1740 – 1793). Сестра е на пруския министер-президент граф Фридрих Вилхелм фон Бранденбург (1792 – 1850).
Родителите ѝ имат конфликти и се разделят през юни 1792 г. Юлия се ражда след това в Ньошател в Швейцария, където е кръстена на 2 февруари 1793. На 6 юли 1795 г. тя и брат ѝ получават титлата „граф на Бранденбург“. Юлия е възпитавана в дома на пруския дворцов маршал Валентин фон Масов (1752 – 1817). Смятана е за най-красивата в пруския двор и има много поклонници.
На 20 май 1816 г. в Берлин тя се омъжва за княз Фридрих Фердинанд фон Анхалт-Кьотен (* 25 юни 1769, Плес; † 23 август 1830, Кьотен), княз на Анхалт-Плес, управляващ херцог на Анхалт-Кьотен (1818 – 1830) и пруски генерал-лейтенант. Тя е втората му съпруга. Бракът е бездетен.
По време на пътуване до Париж Юлия и Фердинанд стават на 24 октомври 1825 г. католици. Фридрих Фердинанд умира бездетен на 23 август 1830 г. на 61 години в Кьотен и е погребан в криптата на „църквата Мария“. Управлението поема брат му Хайнрих.
След смъртта на нейния съпруг Юлия напуска страната и започва да пътува с нейния йезуитски съветник дворцовия каплан Пиер Жан Беккс (1795 – 1887). През 1831 г. тя се установява близо до Рим във „вилата Грациоли“ и посреща там папа Григорий XVI на закуска. По-късно се установява заедно с Беккс във Виена.
Юлия фон Бранденбург умира на 29 януари 1848 г. на 55 години във Виена. Погребана е до съпруга ѝ в гробната капела в подарената от нея католическа църква „Св. Мария“ в Кьотен.